# 6. perioda
Šestá perioda periodické tabulky obsahuje 32 prvků, zde to jsou cesium, baryum, lanthanoidy, hafnium, tantal, wolfram, rhenium, osmium, iridium, platina, zlato, rtuť, thallium, olovo, bismut, polonium, astat a radon. Většinou to jsou kovy, astat patří mezi polokovy, radon je nekov. Téměř všechny tyto prvky jsou za normálních podmínek pevné látky, pouze radon je plyn a rtuť je kapalina .

## Reaktivita
Cesium, baryum, lanthan, cer a europium reagují již za pokojové teploty s vodou za vzniku příslušného hydroxidu a uvolnění vodíku. Další prvky této periody s vodou nereagují, lathanoidy se však na vzduchu pokrývají vrstvou oxidu. Hafnium se vyznačuje mimořádnou chemickou stálostí – je zcela netečné k působení vody a odolává působení většiny běžných minerálních kyselin i roztoků alkalických hydroxidů. Pro jeho rozpouštění je nejúčinnější kyselina fluorovodíková (HF) nebo její směsi s jinými minerálními kyselinami. Další prvky periody jsou vesměs málo reaktivní. Osmium, iridium a platina patří mezi těžké platinové kovy a mají katalytické vlastnosti, jinak jsou velmi stálé. Zlato je jakožto ušlechtilý kov také málo reaktivní, o něco reaktivnější jsou ostatní kovy této periody. Reaktivita astatu je poměrně nízká, radon je jako vzácný plyn taktéž málo reaktivní, ovšem sloučeniny tvoří nejochotněji ze všech přírodních vzácných plynů.

## Výskyt

### Cesium, baryum a lanthanoidy
Cesium a baryum se v přírodě vyskytují ve formě solí, cesium jako příměs v minerálech ostatních alkalických kovů, samostatně například v polucitu, baryum tvoří samo několik minerálů jako jsou baryt (BaSO4) a witherit (BaCO3). Lanthanoidy se zpravidla vyskytují společně s ostatními kovy vzácných zemin.

### Ostatní prvky
Hafnium se v přírodě vyskytuje jako příměs v minerálech zirkonia; tento prvek je chemicky velmi silně podobný zirkoniu, doprovází jej prakticky ve všech minerálech a horninách a proto je příprava velmi čistého hafnia náročný problém. Tantal se vyskytuje společně s niobem. Osmium, iridium a platina se vyskytují s ostatními platinovými kovy, zlato patří metzi ušlechtilé kovy a zpravidla jej lze nalézt v elementární podobě, kde je v něm ovšem většinou přimícháno stříbro. K minerálům olova patří zejména galenit (PbS), u bismutu je to např. bismutinit (Bi2S3). Polonium, astat a radon vznikají jako produkty rozpadových řad thoria a uranu.